# Photinoides mystrionophorus
Photinoides mystrionophorus is een keversoort uit de familie glimwormen (Lampyridae). De wetenschappelijke naam van de soort werd voor het eerst geldig gepubliceerd in 1963 door McDermott.